# Joseph Ruskin
Joseph Ruskin (Joseph Schlafman de nacimiento; Haverhill, Massachusetts, 14 de abril de 1924 – Santa Mónica, California, 28 de diciembre de 2013) fue un actor estadounidense de cine y televisión.
Ruskin apareció en varias películas y series de televisión. Debutó en 1955, en un episodio de la serie The Honeymooners. El medio televisivo fue el en el que transcurrió buena parte de su carrera, apareciendo en series como The Twilight Zone, El Túnel del Tiempo, Los intocables, Misión: Imposible o Star Trek: La serie original. En cine apareció en películas como Los siete magníficos (1960), Cuatro gángsters de Chicago (1964), El honor de los Prizzi (1985), Star Trek IX: insurrección (1998), El rey Escorpión (2002) o Ases calientes (2006).
Ruskin murió en un hospital de Santa Mónica (California, EE. UU.) a los 89 años de edad.